# Jacques Mallet
Jacques Mallet (ur. 4 lutego 1924 w Nicei, zm. 22 października 2016) – francuski polityk, urzędnik państwowy i europejski, poseł do Parlamentu Europejskiego II kadencji.

## Życiorys
Studiował literaturoznawstwo. Absolwent Instytutu Nauk Politycznych w Paryżu i École nationale d’administration (promocja Jean Giraudoux z 1952). Od 1958 do 1973 był zastępcą dyrektora w centrum informacyjnym Wspólnot Europejskich we Francji, następnie kierował gabinetem ministra sprawiedliwości Jeana Lecanueta. Należał do Rady Społecznej i Ekonomicznej, krajowego organu doradczego. Współpracownik prasy politycznej, autor wstępów do kilku książek historycznych.
Pod koniec lat 40. został członkiem Ludowego Ruch Republikańskiego, gdzie od 1952 do 1958 odpowiadał za sprawy międzynarodowe jako sekretarz. Później działał w Centrum Demokratów Społecznych, był sekretarzem narodowym ds. europejskich. Razem ze swoją partią wstąpił do Unii na rzecz Demokracji Francuskiej. W 1984 wybrano go posłem do Parlamentu Europejskiego. Przystąpił do Europejskiej Partii Ludowej, był przewodniczącym Komisji ds. Stosunków Gospodarczych z Zagranicą oraz Delegacji ds. stosunków z państwami rejonu Zatoki Perskiej. W latach 90. kierował stowarzyszeniem przyjaciół Ludowego Ruchu Republikańskiego.
Kawaler Legii Honorowej.